# Kute Lintang (Bukit)
Kute Lintang is een bestuurslaag in het regentschap Bener Meriah van de provincie Atjeh, Indonesië. Kute Lintang telt 288 inwoners (volkstelling 2010).